# 馬薩姆山
81°44′S 158°12′E / 81.733°S 158.200°E
馬薩姆山（英語：Mount Massam）是南極洲的山峰，位於奧次地，處於林德利山以西15公里，屬於邱吉爾山脈的一部分，由新西蘭探險隊命名，現時由南極條約體系管理。